# Kościół Wspólnot Metropolitalnych

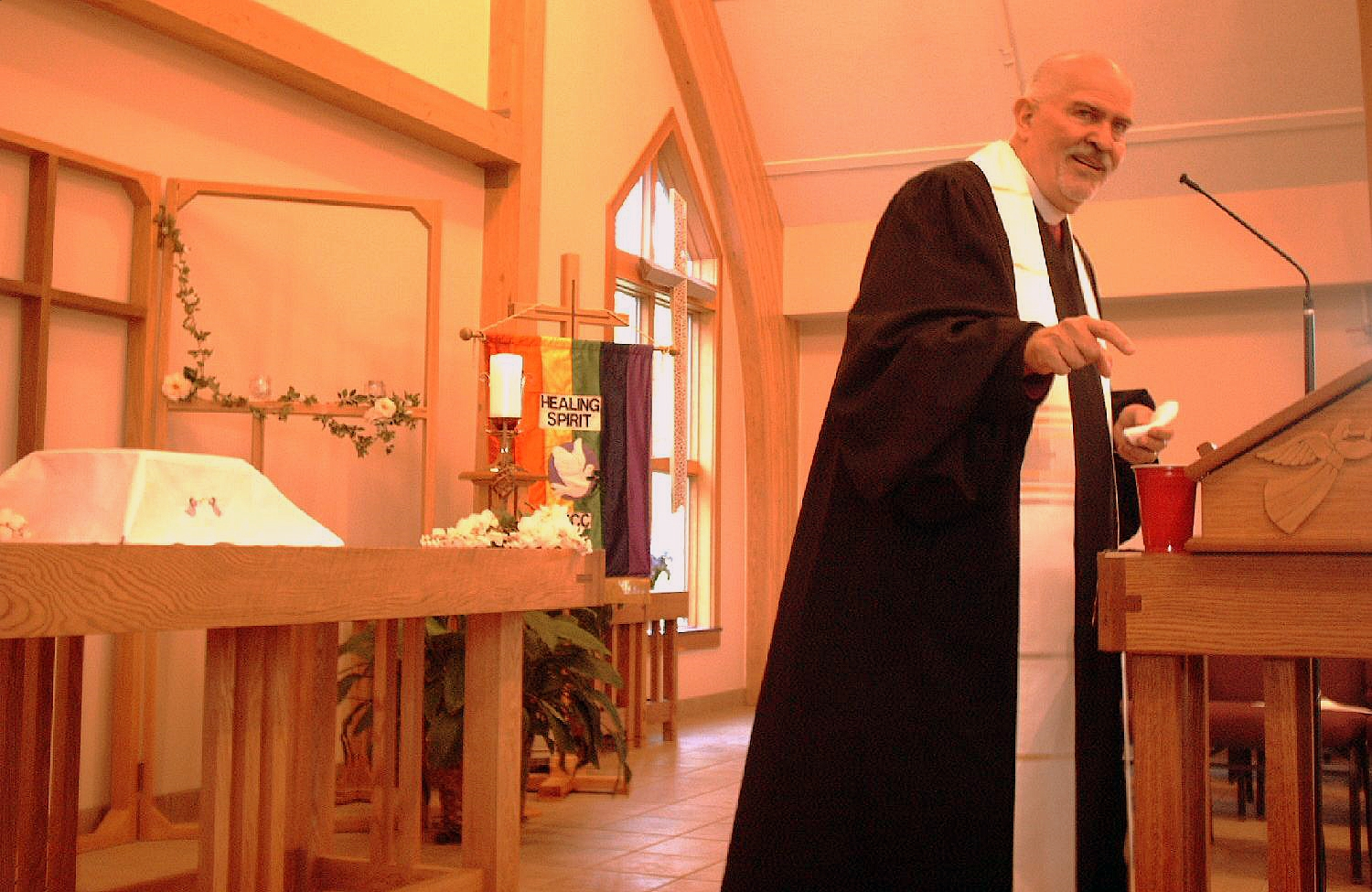
Troy Perry podczas nabożeństwa w Kościele MCC w Minnesocie w 2006 roku.

Kościół Wspólnot Metropolitalnych (ang. Metropolitan Community Church) – jest międzynarodowym stowarzyszeniem wspólnot protestanckich. Uważana jest za liberalną denominację głównego nurtu protestantyzmu, nastawioną szczególnie na działalność
wśród środowisk LGBT. Współcześnie tworzy go 250 wspólnot w 23 krajach. MCC posiada status obserwatora w Światowej Radzie Kościołów.

## Teologia i socjologia

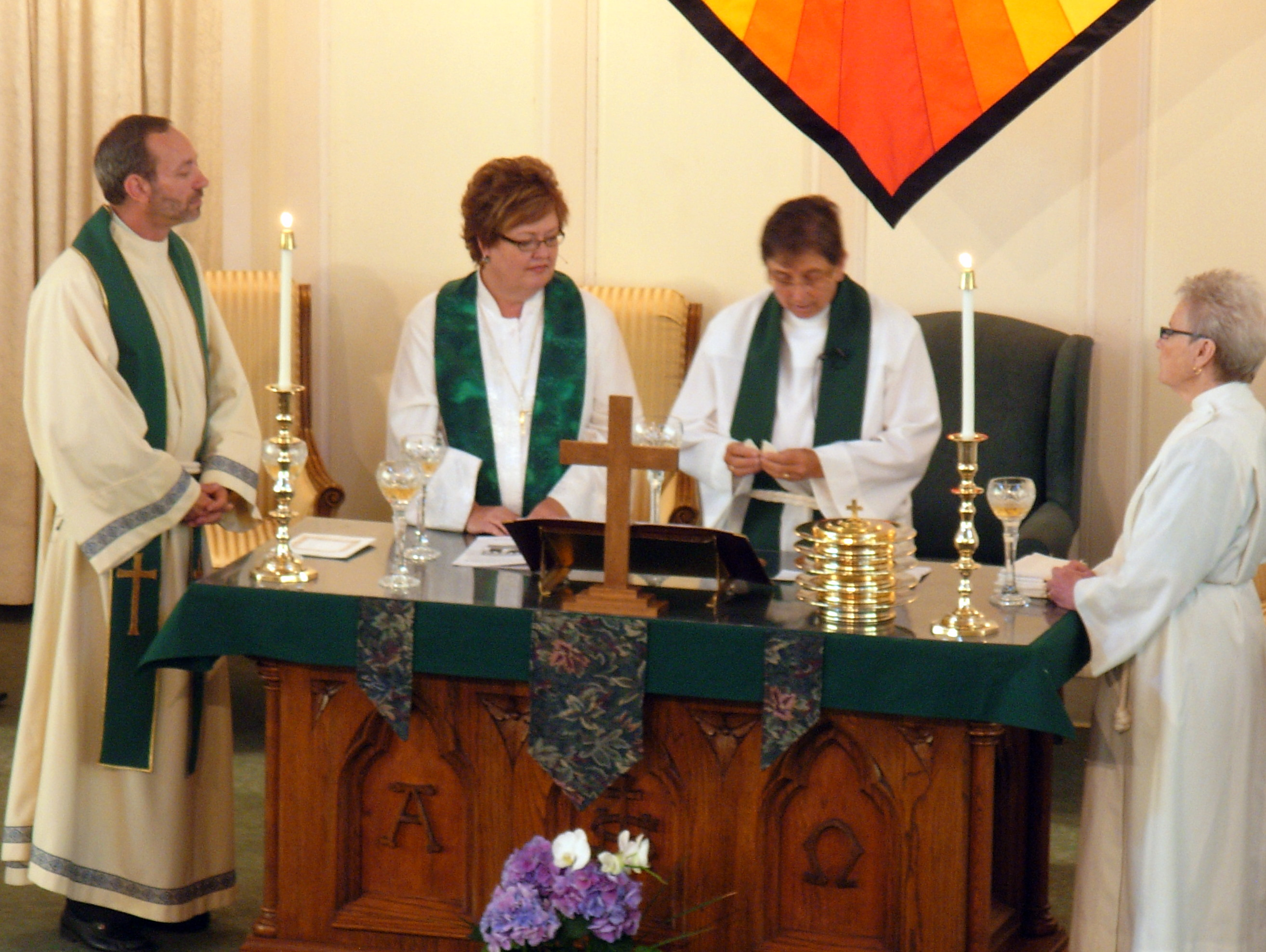
Eucharystia.

MCC opiera swoją teologię na wyznaniu apostolskim i nicejskim. Każdy z kościołów lokalnych ma obowiązek sprawowania eucharystii przynajmniej raz w tygodniu i udzielać komunii wszystkim, niezależnie od ich przynależności kościelnej. MCC nie wymaga od swoich członków jedności doktrynalnej. Liturgia nie jest ujednolicona i sposób prowadzenia nabożeństw potrafi znacznie różnić się między poszczególnymi kościołami.
MCC upatruje swoją misję w ochronie praw mniejszości, szczególnie środowisk LGBT. MCC jest głównym motorem rozwoju teologii queeru. Wiele lokalnych kościołów zaangażowanych jest w różne kampanie społeczne takie jak Trade Justice.
Charakterystycznym punktem teologii MCC jest odrzucenie negatywnej oceny homoseksualności w chrześcijaństwie i, co za tym idzie, powszechna
akceptacja osób LGBT, które stanowią większość członków tego kościoła, a
także jego duchownych. Kościół udziela ślubów parom homoseksualnym.
MCC deklaruje sprzeciw wobec dyskryminacji człowieka ze względu na płeć, uważając mężczyzn i kobiety za równych sobie. Aktualnym moderatorem MCC jest Nancy Wilson, zaś we władzach wyższych kościoła przeważają kobiety.

## Struktura
MCC jest prowadzone przez Radę Starszych i Radę Administracyjną. Radę
Starszych tworzy moderator i siedmiu regionalnych starszych; odpowiada
ona za kierownictwo w sprawach duchowych. Rada Administracyjna składa się z
siedmiu członków wskazanych przez Radę Starszych i odpowiada za sprawy
finansowe. Siedziba główna MCC znajduje się w West Hollywood w Kalifornii.

### Kościoły członkowskie
Każdy z kościołów członkowskich jest ciałem autonomicznym, zarządzanym
przez własny synod kontrolujący wszystkie sprawy wewnętrzne. Ordynowany
pastor sprawuje przywództwo duchowe i administracyjne jako moderator
wewnętrznego zarządu. Każdy z kościołów lokalnych jest zobowiązany do
przesyłania dziesięciny, która jest zależna od stanu ekonomicznego
kościoła. Każdy z kościołów wybiera sobie pastora spośród listy
zaufanych członków kleru.
Każdy z kościołów ma wolność w określaniu swojej liturgii, praktyk,
teologii i służby, o ile wypełniają pewne podstawowe wymagania, m.in.
praktykę otwartej komunii i akceptację podstawowych historycznych wyznań
wiary. Nabożeństwa mogą mieć charakter liturgiczny, charyzmatyczny,
ewangelikalny, tradycyjny - ta różnorodność jest istotną częścią MCC.

## Historia
Pierwsza wspólnota została założona w 1968 roku przez pastora Troya Perry'ego w Los Angeles, w czasach, gdy stosunek chrześcijan do homoseksualności był jeszcze powszechnie negatywny. Współcześnie MCC składa się z 250 kościołów w 23 krajach. Wiele wspólnot było obiektem
zbrodni nienawiści.
Troy Perry pełnił funkcje moderatora do 2005 roku, kiedy został zastąpiony przez Nancy Wilson.